# Патрік Флугер
Патрік Флугер (англ. Patrick Flueger, нар. 10 грудня 1983, Ред-Вінґ, Міннесота, США) — американський актор, відомий за головною роллю Шона Фаррелла в телесеріалі «4400» та Адам Рузек у телесеріалі «Поліція Чикаго».

## Біографія
Патрік Джон Флугер народився 10 грудня 1983 року в місті Ред-Вінґ, штат Міннесота, був старшим із трьох братів і сестер. Флюгер відвідував середню школу Red Wing, закінчивши її у 2002 році.

## Кар'єра
Перша значна роль Флугер була у фільмі Діснея «Щоденники принцеси». Далі Флугер брав участь у кількох телевізійних виступах, зокрема: «Військово-юридична служба», «Закон і порядок: Спеціальний корпус» і «C.S.I.: Місце злочину Маямі». Потім він отримав роль Шона Фаррелла в серіалі USA Network «4400». Ще працюючи над «4400», Флугер отримав роль Расті у фільмі «Найпрудкіший Індіан» з Ентоні Гопкінсом у головній ролі. Пізніше Флугера взяли на роль американської версії персонажа Старра у фільмі «Шалені гроші», який в американській версії перейменовано як «Негідники», який транслювався на ABC влітку 2010 року.
У лютому 2010 року Флюгер був серед тих, хто проходив тестування на роль Капітана Америки в художньому фільмі «Перший месник».
У серпні 2013 року Флюгер приєднався до акторського складу спін-оффу «Поліція Чикаго» як офіцера-новачка Рузека. Прем'єра шоу відбулася 8 січня 2014 року.

## Фільмографія
| Рік       |    | Українська назва                    | Оригінальна назва                 | Роль            |
| --------- | -- | ----------------------------------- | --------------------------------- | --------------- |
| 2001      | ф  | Щоденники принцеси                  | The Princess Diaries              | Єремія Гарт     |
| 2002      | с  | Сімейники                           | Septuplets                        | Зекі Вайлд      |
| 2003      | с  | Справедлива Емі                     | Judging Amy                       | Марк Турбер     |
| 2003      | с  | Піттс                               | The Pitts                         | Кіт             |
| 2003      | с  | C.S.I.: Місце злочину Маямі         | CSI: Miami                        | Бред Кеннер     |
| 2003      | с  | Бостонська громадськість            | Boston Public                     | Джозеф Прайджер |
| 2003      | тф | Дванадцятимильна дорога             | Twelve Mile Road                  | Вілл Кофі       |
| 2003      | с  | Основа для життя                    | Grounded for Life                 | Калеб           |
| 2003      | с  | Військово-юридична служба           | JAG                               | Майлз Ятес      |
| 2004      | с  | Закон і порядок: Спеціальний корпус | Law & Order: Special Victims Unit | Ейден Коннор    |
| 2004      | ф  | Рай                                 | Paradise                          | Люк Парадайз    |
| 2004      | с  | Це все відносно                     | It's All Relative                 | Ленс            |
| 2004—2007 | с  | 4400                                | The 4400                          | Шон Фаррел      |
| 2005      | ф  | Найпрудкіший Індіан                 | Scoundrels                        | Расті           |
| 2007      | ф  | Спін                                | Spin                              | Раян            |
| 2009      | ф  | Теорія вбивств                      | Kill Theory                       | Майкл           |
| 2009      | ф  | Робота                              | The Job                           | Бубба           |
| 2009      | ф  | Брати                               | Brothers                          | Джо Вілліс      |
| 2010      | кф | VideoDome Рент-О-Рама               | VideoDome Rent-O-Rama             | Дік             |
| 2010      | ф  | День матері                         | Mother's Day                      | Айк Коффін      |
| 2010      | с  | Негідники                           | Scoundrels                        | Логан Вест      |
| 2011      | ф  | Вільні                              | Footloose                         | Чак Кренстон    |
| 2013      | с  | Хетфілдс і Маккойс                  | Hatfields & McCoys                | Джек Макой      |
| 2013      | с  | Криміналісти: мислити як злочинець  | Criminal Minds                    | Пол Вестін      |
| 2013      | с  | Сховище 13                          | Warehouse 13                      | Еван Сміт       |
| 2013      | кф | Справжня травма                     | Present Trauma                    | Кіт             |
| 2014—2021 | с  | Пожежники Чикаго                    | Chicago P.D                       | Адам Рузек      |
| 2014      | ф  | Сан-Патрісіос                       | San Patricios                     | Кіт             |
| 2014—2024 | с  | Поліція Чикаго                      | Chicago P.D                       | Адам Рузек      |
| 2015      | ф  | Завантажено                         | Loaded                            | Ітан            |
| 2016      | ф  | Лоулесс Рейндж                      | Lawless Range                     | Шон Донеллі     |
| 2016      | ф  | Розповідне серце                    | The Tell-Tale Heart               | Шон             |
| 2017      | ф  | Доглядач                            | The Super                         | Філ Лодж        |
| 2017      | с  | Спеціальні навички                  | Special Skills                    | Педді           |
| 2019      | с  | Бета                                | Beta                              | Чед             |
| 2019      | с  | Медики Чикаго                       | Chicago Med                       | Адам Рузек      |
| 2022      | с  | 4400                                | 4400                              | Калеб           |